# Линия Красса
Линия Красса — линия укреплений, возведённая Марком Лицинием Крассом на Регийском полуострове с целью запереть армию повстанцев во главе со Спартаком и вынудить их сдаться.

## Предыстория
Сенату, встревоженному действиями непобедимых повстанцев, нужен был человек, которому можно было бы доверить борьбу с мятежниками. Однако лучшие полководцы были вне Италии: Помпей продолжал войну в Испании, Лукулл воевал с Митридатом в Малой Азии. В сложившейся ситуации свои услуги предложил Марк Лициний Красс, и сенат поручает ему миссию подавления мятежа. Красс не был чужд римским политикам или военному командованию, поскольку он был командиром у Луция Корнелия Суллы во время второй гражданской войны между Суллой и фракцией Гая Мария в 82 г. до н. э. и служил под началом Суллы в период диктатуры последнего.
Красс получил должность претора, а также шесть новых легионов в дополнение к двум консульским легионам Геллия и Лентула, что дало ему 40 000—50 000 подготовленных римских солдат. Должность квестора занял Гней Тремеллий Скрофа, а легатами стали Марк Муммий и Луций Квинкций.
Когда войска Спартака вновь продвигались на север, Красс расположил шесть своих легионов на границах региона (Плутарх локализует первоначальное сражение между легионами Красса и Спартака вблизи области Пицена, Аппиан же утверждает, что оно произошло вблизи Самния). В бою с одним из отрядов восставших римляне одержали победу. 6 тысяч повстанцев полегло на поле боя, а 900 человек попали в плен.
Затем он, согласно Плутарху, послал два легиона под руководством своего легата, Муммия, маневрировать рядом с армией Спартака, но дал им приказ не вступать в бой с повстанцами. Когда представилась возможность, Муммий, презрительно относившийся к рабам и не считавший их достойным противником, ослушался приказа, напав на отряды Спартака, и впоследствии был разгромлен. Римские войска были деморализованы. Воинские знаки легионов, и прежде всего штандарты с изображением орла, были утеряны.
Для того, чтобы навести в них порядок, Красс воспользовался древним римским обычаем казни каждого десятого легионера — децимацией. Уцелевших солдат Муммия построили и разбили на десятки, каждая десятка бросала жребий, и того, на кого он выпадал, казнили его же девять товарищей. Аппиан пишет, что Красс присоединил к своей армии из шести легионов два консульских легиона, а затем подверг наказанию децимацией солдат только этих двух легионов за неоднократные поражения в боях со Спартаком. Аппиан рассматривает и другую точку зрения: что Красс подверг наказанию всю объединённую армию после того, как она потерпела поражение от Спартака. Число жертв децимации по Аппиану составило 4000 легионеров.
После таких действий солдатская дисциплина и боевой дух резко возросли. Красс стал применять новую стратегию измора, стараясь не вступать в бой с крупными силами повстанцев. В конце лета армия рабов находилась в окрестностях Фурий, где была временно расположена база повстанцев. Мятежники совершали успешные рейды против римских отрядов, пока Красс не одержал над ними победу. Сначала он победил стоявший отдельным лагерем 10-тысячный отряд, а затем и основные силы под командованием Спартака.
Спартак был вынужден осенью 71 года до н. э. отступить на юг через Луканию к Мессине, располагающейся возле пролива, разделяющего Италию с Сицилией. Находясь на юге, Спартак договорился с киликийскими пиратами, обещавшими перевезти мятежников на Сицилию, где бы они смогли разжечь новые восстания рабов и собрать подкрепление. В то же время пропретор Сицилии Гай Веррес навлёк на себя всеобщее недовольство жестокостью и несправедливостью. Под предлогом возможного нападения рабов он вымогал у сицилийцев припасы и оружие с целью собственного обогащения. Предводителю пиратов Гераклиону требовалось время для сбора транспортных судов, так как на тот момент у него были лишь четыре миопарона, которые не годились для транспортных перевозок. Но пираты не смогли выполнить своё обещание, возможно, из-за ухудшения погодных условий на море или интересов главного союзника пиратов, понтийского царя Митридата VI, заинтересованного в том, чтобы угроза Риму сохранялась непосредственно в Италии. Также есть версия, что римляне подкупили пиратов. Плутарх пишет, что они просто обманули восставших.
Красс решил запереть армию восставших на маленьком Регийском полуострове на юге Италии. За короткое время его солдаты вырыли широкий ров длиной в более чем 300 стадиев (55 километров), тем самым был перекрыт перешеек. Ров был глубиной около 4, 5 м. За рвом римляне выстроили стену, Аппиан пишет, что Красс «отрезал армию Спартака рвами, валами и палисадом». Плутарх пишет, что у Красса также было намерение избавить своих солдат от вредного безделья. Армия Спартака оказалась в ловушке, стало не хватать пищи.
Существует две версии относительно того, где находилась линия Красса: либо севернее Фурий, на границе Бруттия либо на Регийском полуострове. Ширина перешейка составляет около 30 км.
Первая попытка прорыва закончилась неудачей. Согласно Аппиану, в этом бою погибло около 6000 восставших.

## Прорыв линии Красса
Но Спартак снова вырвался из западни: в одну из зимних ночей восставшие засыпали часть рва и перешли его, прорвавшись через римские заграждения. Восставшие понесли потери, согласно Аппиану, они потеряли 6000 человек утром и 6000 вечером. Плутарх считает, что Спартаку удалось вывести только лишь третью часть своего войска.